# Matricaria discoidea
La camomilla falsa (nome scientifico  Matricaria discoidea  DC., 1838 ) è una specie di pianta angiosperma dicotiledone della famiglia delle Asteraceae (sottofamiglia Asteroideae, tribù Anthemideae (Eurasian grade) e sottotribù Matricariinae).

## Etimologia
Il nome generico (Matricaria) deriva dalla parola latina "matrice, matrics" che significa "grembo, utero" e fa riferimento ad un antico uso medicinale nel trattamento delle infezioni uterine e dei disturbi femminili in generale.. L'epiteto specifico (discoidea) fa riferimento al particolare tipo del capolino privo dei fiori periferici raggianti.
Il nome scientifico della specie è stato definito dal botanico Augustin Pyramus de Candolle (1778-1841) nella pubblicazione " Prodromus Systematis Naturalis Regni Vegetabilis ... (DC.)" (Prodr. [A. P. de Candolle] 6: 50) del 1838.

## Descrizione

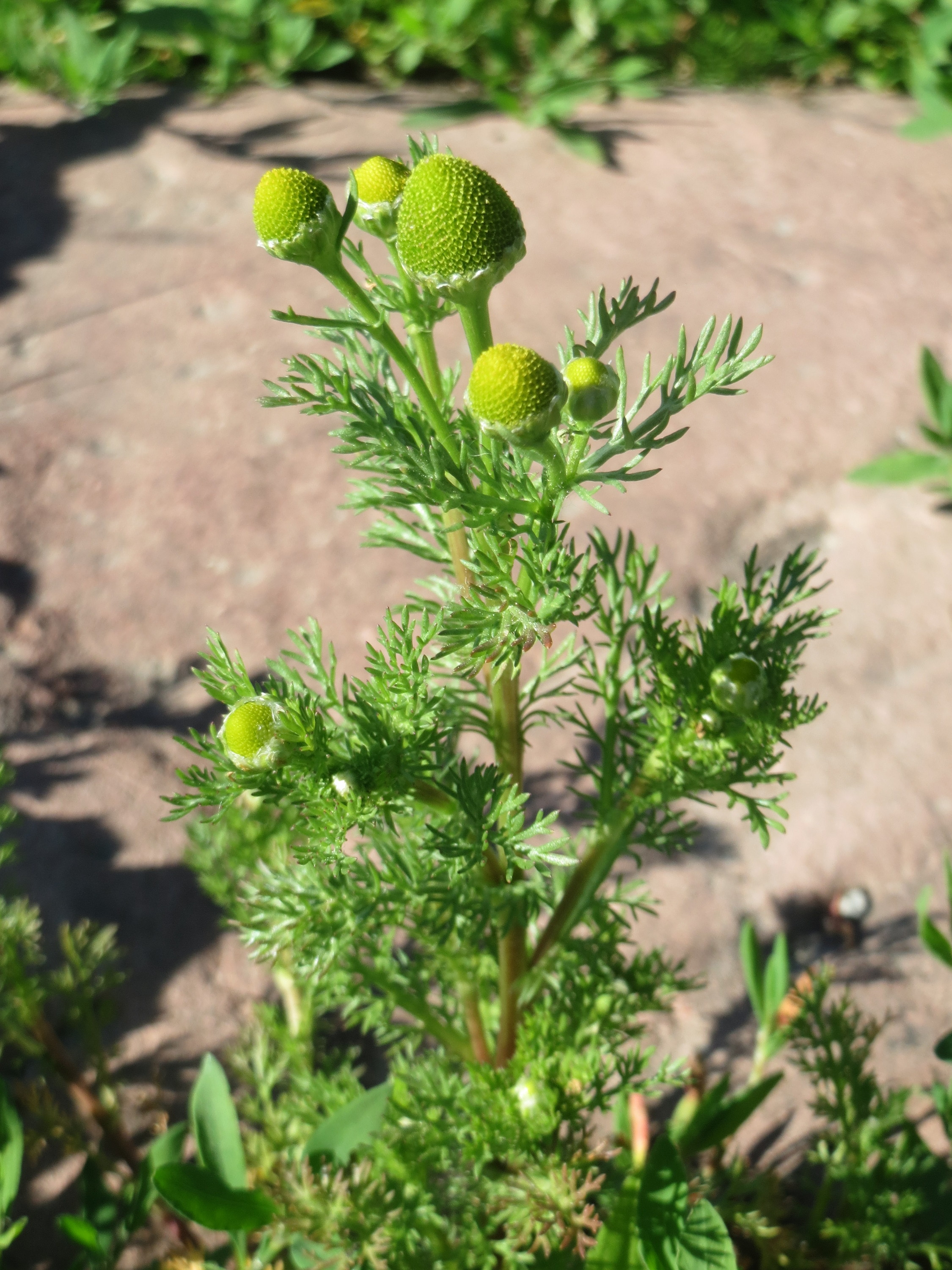
Il portamento

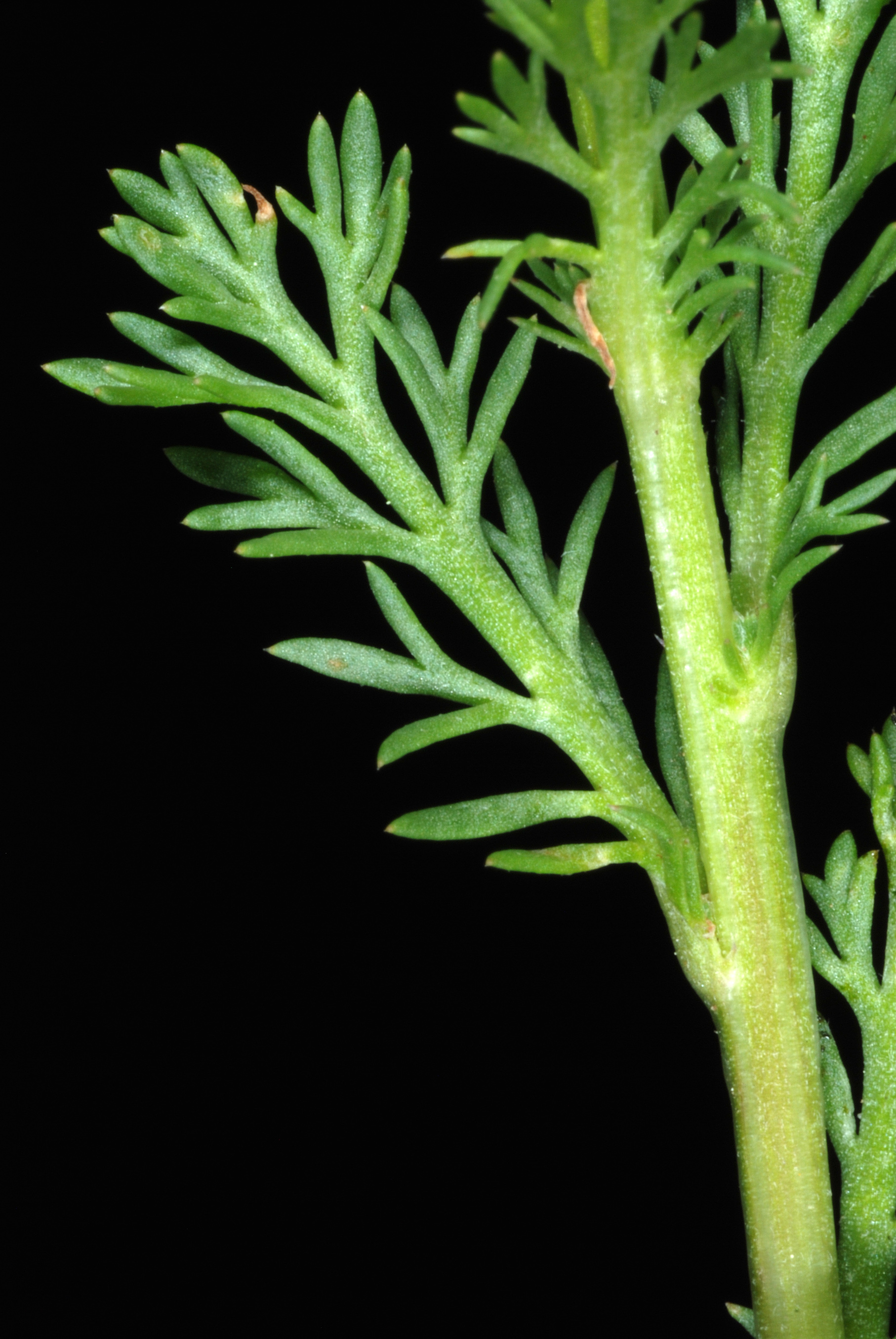
Le foglie

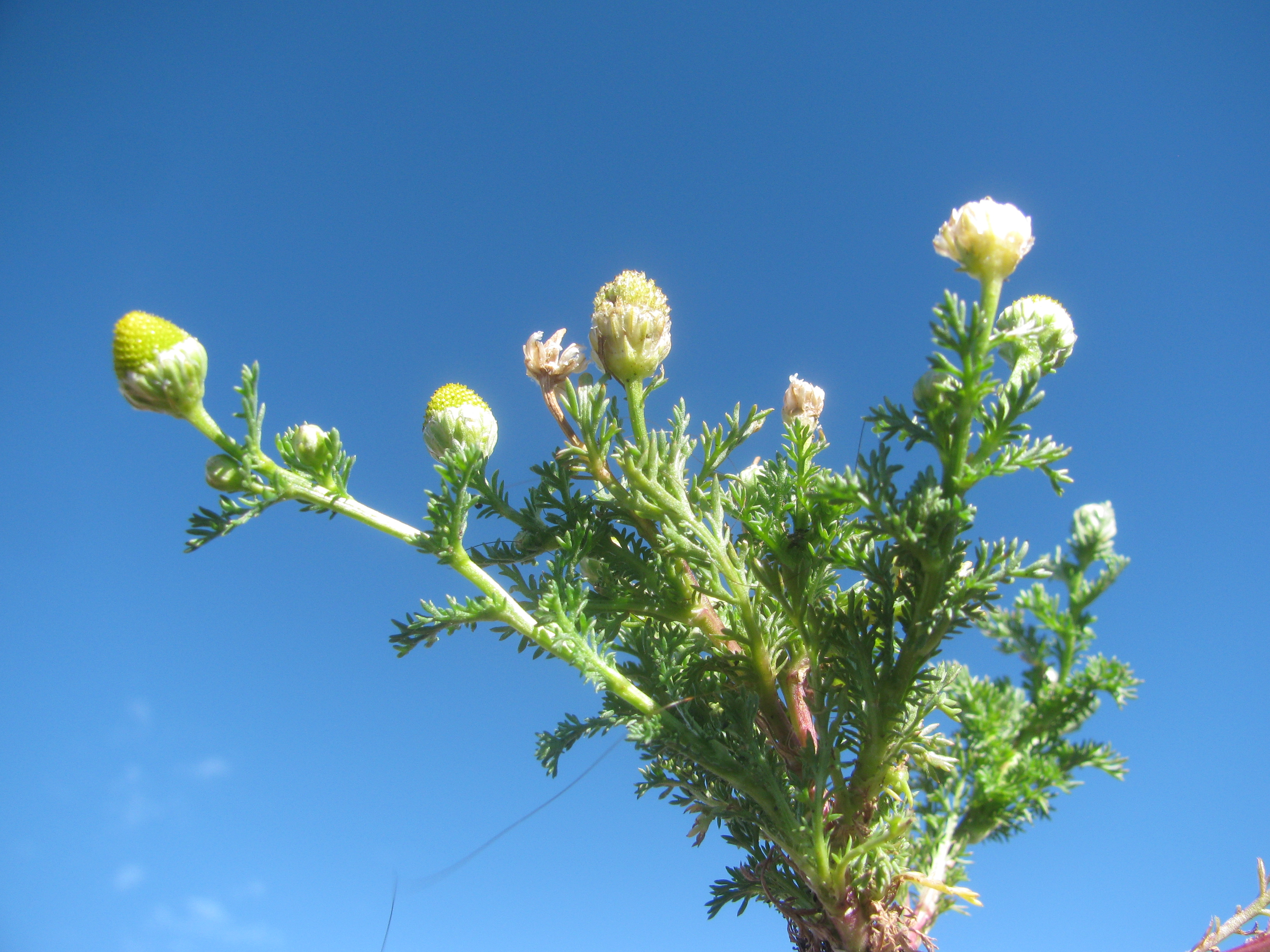
Infiorescenza

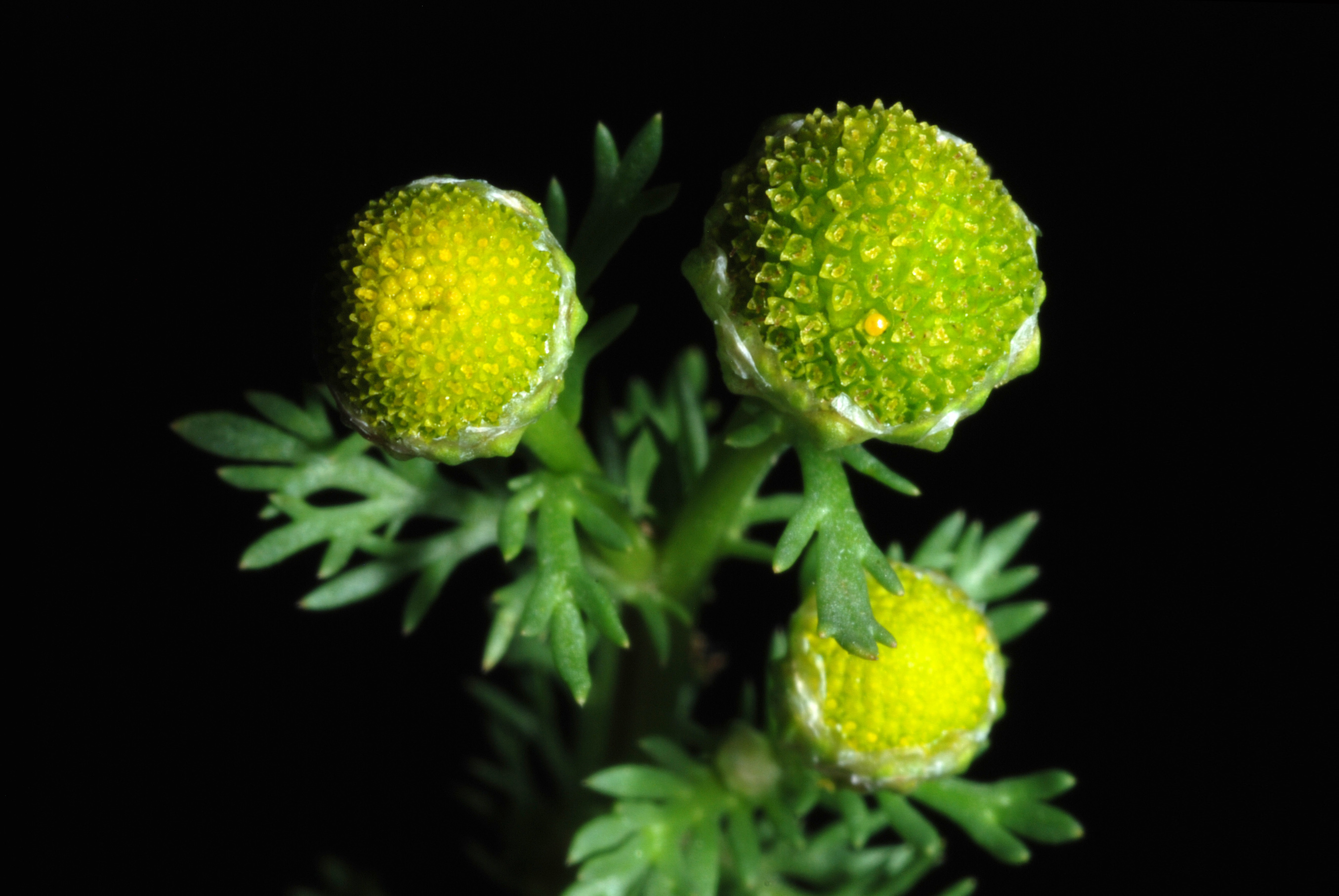
I fiori

Portamento. La specie di questa voce è una pianta erbecea annuale (o bienne) con indumento a peli basifissi, alcune parti possono essere anche glabre. La forma biologica è terofita scaposa (T scap), ossia in generale sono piante erbacee che differiscono dalle altre forme biologiche poiché, essendo annuali, superano la stagione avversa sotto forma di seme e sono munite di asse fiorale eretto e spesso privo di foglie. La pianta ha un odore sgradevole.
Fusto. La pianta ha radici a fittone e un portamento cespitoso, con più fusti (da 1 a 10) eretti, ascendenti o decombenti, molto ramificati nella porzione superiore. Altezza media: 1 - 2 dm (massimo 40 cm).
Foglie. Le foglie sono alterne e sessili, oblunghe (il contorno è lanceolato). La lamina è 3-pennatosetta, con lacinie lineari larghe 1 mm (quelle cauline). Dimensione delle foglie: 1 x 3 cm.
Infiorescenza. Le sinflorescenze sono formate da diversi (da 4 a 50) capolini solitari o raccolti in modo corimboso lasso. Le infiorescenze vere e proprie sono composte da un capolino terminale peduncolato di tipo discoide. Il peduncolo è grosso, robusto e foglioso fino alla base. I capolini sono formati da un involucro, con forme ovate, composto da diverse (da 29 a 47) brattee, al cui interno un ricettacolo fa da base ai fiori di due tipi: fiori del raggio (qui assenti) e fiori del disco. Le brattee, con forme oblunghe o da ovate a spatolate o lineari-spatolate e a consistenza erbacea (scariose scure o chiare ai margini), sono disposte in modo più o meno embricato su più serie (da 2 a 3). Il ricettacolo è conico (al disotto del quale si apre una cavità) ed è sprovvisto di pagliette a protezione della base dei fiori. 
Fiori.  I fiori sono tetra-ciclici (formati cioè da 4 verticilli: calice – corolla – androceo – gineceo) e pentameri (calice e corolla formati da 5 elementi). Si distinguono in:
- fiori del raggio (esterni): sono assenti;
- fiori del disco (centrali): (da 125 a 535 per capolino) hanno forme brevemente tubulose (attinomorfe); sono ermafroditi fertili.

- Formula fiorale:

*/x K {\displaystyle \infty }, [C (5), A (5)], G 2 (infero), achenio
- Calice: i sepali del calice sono ridotti ad una coroncina di squame.

- Corolla: (solo fiori del disco) la forma della corolla è tubulare bruscamente divaricata in 4 - 5 lobi ed è lievemente zigomorfa in quanto due lobi sono più larghi degli altri; i lobi, patenti o eretti, hanno una forma deltata; il colore può essere giallo o verdastro.

- Androceo: l'androceo è formato da 5 stami (alternati ai lobi della corolla) sorretti da filamenti generalmente liberi con un collare a forma di balaustra; gli stami sono connati e formano un manicotto circondante lo stilo. Le antere possono essere sia di tipo basifissa che medifissa (ossia attaccate al filamento per la base – nel primo caso; oppure in un punto intermedio – nel secondo caso).[15] Questa caratteristica ha valore tassonomico in quanto distingue i generi gli uni dagli altri. Il tessuto endoteciale (rivestimento interno dell'antera) non è polarizzato. Il polline è sferico con un diametro medio di circa 25 micron;  è tricolporato (con tre aperture sia di tipo a fessura che tipo isodiametrica o poro) ed è echinato (con punte sporgenti).

- Gineceo: l'ovario è infero uniloculare formato da 2 carpelli. Lo stilo (il recettore del polline) è profondamente bifido (con due stigmi divergenti) e con le linee stigmatiche marginali separate o contigue. I due bracci dello stilo hanno una forma troncata e possono essere papillosi o ricoperti da ciuffi di peli.

- Antesi: da giugno a settembre.

Frutti. I frutti sono degli acheni senza pappo a forma ob-ovoide/ob-lunga, a sezione circolare o debolmente piatta dorsoventralmente, con 3 - 5 deboli coste longitudinali biancastre.  L'apice è arrotondato con una stretta coroncina. Il pericarpo può possedere alcune cellule mucillaginifere. Le coste laterali contengono dei canali resiniferi. 

## Biologia
Impollinazione: tramite insetti (impollinazione entomogama tramite farfalle diurne e notturne).

Riproduzione: la fecondazione avviene fondamentalmente tramite l'impollinazione dei fiori.

Dispersione: i semi cadono a terra e vengono dispersi soprattutto da insetti come formiche (disseminazione mirmecoria). Un altro tipo di dispersione è zoocoria: gli uncini delle brattee dell'involucro (se presenti) si agganciano ai peli degli animali di passaggio che portano così i semi anche su lunghe distanze. Inoltre per merito del pappo (se presente) il vento può trasportare i semi anche per alcuni chilometri (disseminazione anemocora).

## Distribuzione e habitat

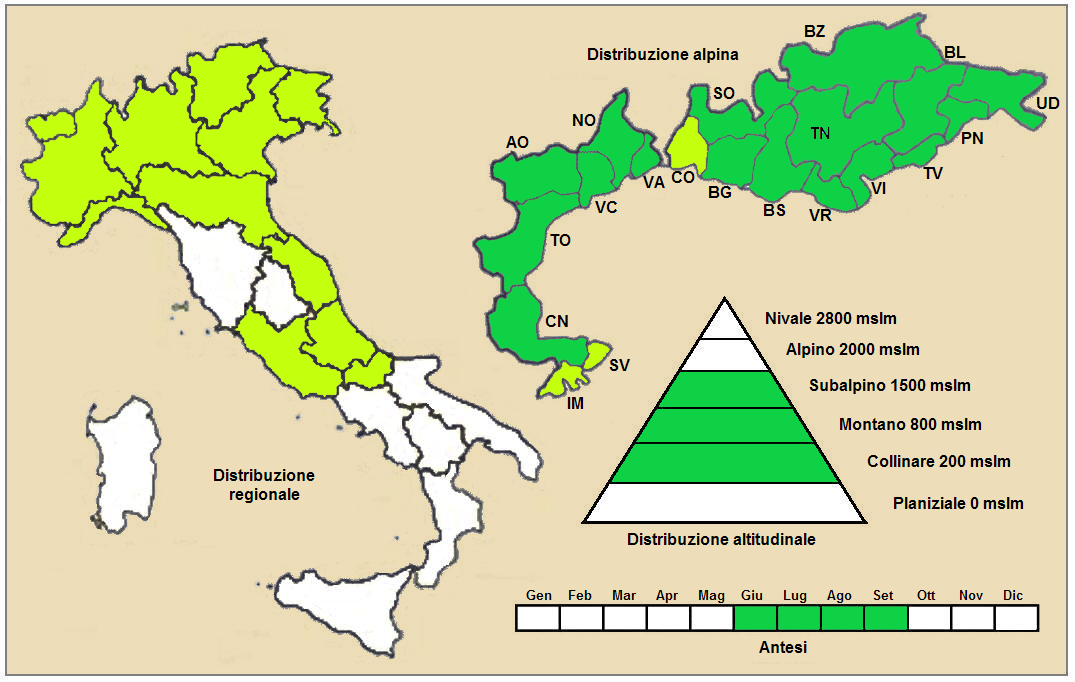
Distribuzione della pianta (Distribuzione regionale – Distribuzione alpina)

Geoelemento: il tipo corologico (area di origine) è  Nord Est Asiatico / Subcosmopolita.
Distribuzione: In Italia questa specie si trova al Nord e al Centro (alcune checklist la considera "aliena/introdotta naturalizzata"). Nelle Alpi è comune su tutto l'arco alpino. Fuori dall'Italia, sempre nelle Alpi, questa specie si trova in Francia, Svizzera, Austria e Slovenia. Sugli altri rilievi collegati alle Alpi è presente nella Foresta Nera, Monti Vosgi, Massiccio del Giura, Massiccio Centrale, Pirenei e Carpazi. Altrove si trova in America del Nord.
Habitat: l'habitat tipico per queste piante sono i suoli calpestati, i sentieri e le massicciate. Il substrato preferito è calcareo ma anche siliceo con pH neutro, alti valori nutrizionali del terreno che deve essere umido. 
Distribuzione altitudinale: sui rilievi alpini, in Italia, queste piante si possono trovare fino a quote comprese tra 500 e 1500 m s.l.m.; nelle Alpi frequentano quindi i seguenti piani vegetazionali: collinare, montano e in parte quello subalpino. 

## Fitosociologia

### Areale alpino
Dal punto di vista fitosociologico alpino Matricaria discoidea appartiene alla seguente comunità vegetale:
Formazione: delle comunità terofitiche pioniere nitrofile.
Classe: Stellarietea mediae
Ordine: Polygono aviculari-Poetalia annuae
Alleanza: Polygonion avicularis

### Areale italiano
Per l'areale completo italiano la specie di questa voce appartiene alla seguente comunità vegetale:
Macrotipologia:  vegetazione erbacea sinantropica, ruderale e megaforbieti
Classe: Polygono arenastri-Poetea annuae Rivas-Martínez, Báscones, T.E. Diáz, Fernández-González & Loidi, 1991
Ordine: Polygono arenastri-Poetalia annuae Rivas- Martínez, Báscones, T.E. Diáz, Fernández-González & Loidi, 1991
Alleanza: Polygono arenastri-Coronopodion squamati Br.-Bl. ex Sissingh,1969
Descrizione. L'alleanza Polygono arenastri-Coronopodion squamati è relativa alle comunità nitrofile di specie di piccola taglia, soggette a calpestio di luoghi secchi, sui substrati argillosi, a distribuzione eurosiberiana. Sono comunità che si mantengono a causa del disturbo dovuto al calpestio.
Specie presenti nell'associazione: Polygonum aviculare, Coronopus squamatus, Poa annua, Poa annua, Taraxacum officinale, Matricaria discoidea, Portulaca oleracea.

## Sistematica
La famiglia di appartenenza di questa voce (Asteraceae o Compositae, nomen conservandum) probabilmente originaria del Sud America, è la più numerosa del mondo vegetale, comprende oltre 23.000 specie distribuite su 1.535 generi, oppure 22.750 specie e 1.530 generi secondo altre fonti (una delle checklist più aggiornata elenca fino a 1.679 generi). La famiglia attualmente (2021) è divisa in 16 sottofamiglie; la sottofamiglia Asteroideae è una di queste e rappresenta l'evoluzione più recente di tutta la famiglia.

### Filogenesi
Il gruppo di questa voce è descritto nella tribù Anthemideae, una delle 21 tribù della sottofamiglia Asteroideae). In base alle ultime ricerche nella tribù sono stati individuati (provvisoriamente) 4 principali lignaggi (o cladi): "Southern hemisphere grade", "Asian-southern African grade", "Eurasian grade" e "Mediterranean clade". Il genere Matricaria (insieme alla sottotribù Matricariinae) è incluso nel clade Eurasian grade.
Nella "Flora d'Italia" Sandro Pignatti divide le tre specie di Matricaria presenti nella flora spontanea italiana in: (1) piante con capolini a fiori del disco gialli e fiori raggianti bianchi e  (2) piante con capolini con soli fiori del disco gialli (mancano i fiori raggianti bianchi). La specie di questa voce appartiene al secondo gruppo.
I caratteri distintivi della specie  Matricaria discoidea sono:
- il capolino è privo dei fiori periferici raggianti;
- l'odore della pianta è sgradevole;
- le foglie sono di tipo 3-pennatosette;
- il ricettacolo è 2 volte più lungo che largo con forme conico-clavate.

Il numero cromosomico delle specie di questa voce è: 2n = 18.

### Sinonimi
Sono elencati alcuni sinonimi per questa entità:
- Chamomilla discoidea (DC.) J.Gay ex A.Braun